# 手歯止め
手歯止め（てばどめ、てはどめ）、または輪止め（わどめ）、ハンドスコッチ (Handschoch)、チョック (Chock) とは、鉄道車両や自動車、航空機などが車庫などで長時間停車する際に、車両や機体が勝手に動き出さないように、車輪とレールの間やタイヤと地面の間に噛ませるくさび形の器具のことである。

## 概要
鉄道車両や大型自動車（バス、トラック）などはブレーキに空気ブレーキを使用している場合があるが、この場合エンジンやエアーコンプレッサーなどが稼動していない状態（無人の状態）で長時間停車すると、自然と空気圧が弱まり、ブレーキが緩解されてしまう。これにより、車両が流転（勝手に転がり動くこと。「転動」とも言う）してしまう可能性があり、それを防ぐために使用される。手歯止めはあくまで流転を防ぐためのもので、カーキャッチャーのように走行中の車両を止めるためには使用できない（乗り越えたり、脱線転覆する恐れがある）。

## 自動車の手歯止め

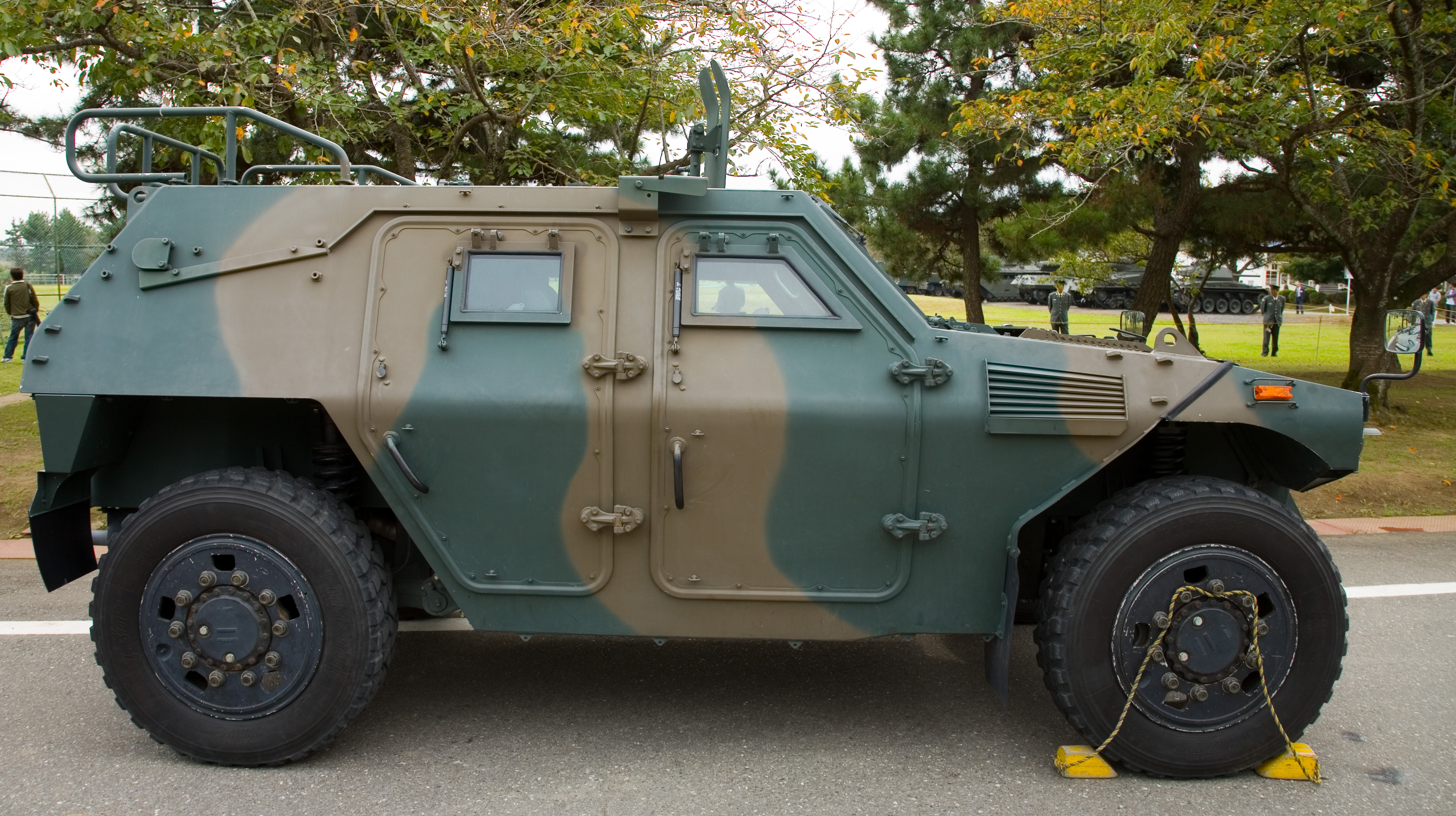
右前輪に手歯止めを噛ませた自衛隊の軽装甲機動車

バスやトラックなどの大型車両は2個を車載し、携行していることが多く、ほとんどの手歯止めは製造が容易で安価な木製もしくはゴム製である。タイヤの幅に合わせた厚みのあるものが使用される。使用中にわかりやすくするため、黄色などの目立ちやすい色に塗られ、二つ一組としてロープで繋がれていることが多い。乗用車においては車載に便利なよう鉄製の折りたたみできるものが市販されており、パンク修理やタイヤチェーン装着のためにジャッキアップする際に、車両を安定させる目的で使われる。あらかじめ車載工具に含まれている車種もある。

## 鉄道車両の手歯止め
| 手歯止め |  | 軽量型の手歯止め |
| 手歯止め |  | 軽量型の手歯止め |

鉄道事業者によっては「ハンドスコッチ」（ハンスコと略す）とも称される。形状は自動車用のものと類似している。鉄道用は強度の問題から金属製が主流だが、安価で軽量な木製やプラスチック製のものも存在する。車輪やレールの幅に合わせているため自動車用より薄い。
手歯止めを差した状態のまま車両を出発させようとすると、車輪が手歯止めに乗り上がるなどの原因で脱線する危険や、空転により車輪やレール、各種の機器を破損させる恐れがある。これを防ぐため、使用中は運転台や車外などに「手歯止使用中」など何らかの表示を行うのが一般的である。過去には、手歯止めが使用されていることを知らずにそのままに出区させようとして走行不能となり、列車が遅延や運休となった事例が存在する。また、モニタ装置を装備する車両では、各車両の手歯止め掛けにセンサーを取り付けて、どの車両のどの手歯止めが戻されていないか警報を表示する機能を備えることがある。
なお、抜本的な対策として、車両が勝手に動き出すことを防ぐことはできるが、動力で乗り越えて進もうとした時には壊れて、車両が脱線することなく通行できるようになる、ちょうどの強度を持った手歯止めを開発するということも行われている。例えば、吹田総合車両所京都支所構内脱線事故を受け、JR西日本は、2022年9月12日現在においてプラスチック製手歯止めの導入を進めるとしている。